# Eugenio Coccia
Eugenio Coccia (San Benedetto del Tronto, 15 novembre 1956) è un fisico italiano, attivo nel campo della fisica astroparticellare.
Membro dell'Academia Europæa e fellow dell'European Physical Society, è stato fondatore e rettore del Gran Sasso Science Institute ed è uno degli autori della scoperta delle onde gravitazionali e della prima osservazione dei buchi neri.

## Biografia
Si è laureato in fisica alla Sapienza di Roma nel 1980, nel gruppo di Edoardo Amaldi e Guido Pizzella. Tra il 1981 e il 1985 è stato fellow al CERN di Ginevra, ed in seguito è stato dapprima ricercatore (1985-1987), poi professore associato (1988-1999) e professore ordinario all'Università Tor Vergata di Roma. Ha diretto gli esperimenti di ricerca delle onde gravitazionali Explorer al CERN e Nautilus ai laboratori nazionali di Frascati e partecipa dal 2006 all'esperimento europeo con l'Interferometro VIRGO. La Collaborazione LIGO/Virgo nel 2016 ha fornito la prima osservazione diretta di onde gravitazionali.
È stato inoltre presidente della Società italiana di relatività generale e fisica della gravitazione (2000-2004), capo del comitato scientifico di fisica astroparticellare dell'Istituto nazionale di fisica nucleare (2002-2003) e direttore dei laboratori nazionali del Gran Sasso (2003-2009). Dopo il terremoto dell'Aquila del 2009 è stato promotore dell'insediamento di una scuola di alta formazione all'Aquila, legata alle attività dell'INFN; alla fondazione dell'ateneo, che prende il nome di Gran Sasso Science Institute, viene nominato dapprima direttore e in seguito — conseguentemente alla statalizzazione dell'istituto, avvenuta nel 2016 — rettore della stessa, carica che mantenne fino al 2022.
Nel 2011 è stato nominato Commendatore dell'Ordine al Merito della Repubblica Italiana dal presidente della Repubblica Italiana Giorgio Napolitano, su proposta della presidenza del Consiglio dei Ministri. Nel 2023 è stato nominato Presidente della Commissione nazionale per la previsione e la prevenzione dei grandi rischi (cosiddetta «Grandi rischi») del Dipartimento della protezione civile.
Vanta pubblicazioni su Astrophysical Journal, Nature, Physical Review e numerose altre riviste scientifiche internazionali. Per il suo contributo alle ricerche delle onde gravitazionali ha vinto, nel 2012, il premio e la medaglia Giuseppe Occhialini.